# Raimundo Lui
Raimundo Lui OCarm (* 22. Juli 1912 in Itu, São Paulo, Brasilien; † 10. August 1994) war ein brasilianischer Ordensgeistlicher und römisch-katholischer Bischof von Paracatu.

## Leben
Raimundo Lui trat in den Karmelitenorden ein und empfing nach dem Studium der katholischen Theologie am 8. Dezember 1939 das Sakrament der  Priesterweihe.
Papst Johannes XXIII. ernannte ihn am 11. Juni 1962 zum ersten Diözesanbischof der zwei Monate zuvor zum Bistum Paracatu erhobenen vormaligen Territorialprälatur. Der Apostolische Nuntius in Brasilien, Erzbischof Armando Lombardi, spendete ihm am 29. Juli desselben Jahres die Bischofsweihe. Mitkonsekratoren waren sein Amtsvorgänger in Paracatu, der emeritierte Prälat der Territorialprälatur, Bischof Eliseu van de Weijer OCarm, und Gabriel Paulino Bueno Couto OCarm, Weihbischof in São Paulo. Die Amtseinführung im Bistum Paracatu fand am 26. August desselben Jahres statt.
Er nahm an allen vier Sitzungsperioden des Zweiten Vatikanischen Konzils als Konzilsvater teil. Papst Paul VI. nahm am 20. Juli 1977 seinen vorzeitigen Rücktritt an.